# Atordoado
"Atordoado" é uma canção da banda de rock brasileira CPM 22 incluída em seu terceiro álbum de estúdio, Chegou a Hora de Recomeçar, lançado em setembro de 2002. Conta com participação de Rodrigo Lima, da banda Dead Fish. A canção foi incluída na trilha sonora da novela Da Cor do Pecado.

## Composição
O guitarrista Wally descreveu "Atordoado" como "um hardcore com influência de sons mais pesados, vocal mais gritado. A letra fala sobre o cara que está atordoado mesmo, sem saber pra onde ir. É uma história fictícia, mas a gente vê muitas pessoas indo por esse caminho muitas vezes". Sobre a razão de chamar Rodrigo Lima para a faixa, ele disse:
| “ | Primeiro porque somos fãs dos caras faz tempo, já conhecíamos também eles há um tempinho, eu acho eles muito legais, sempre quis fazer um lance junto. A gente já estava com essa ideia, e aí quando pintou essa música, fizemos a divisão de vocal, ficamos imaginando como ia ser e aí todo mundo falou 'pô, é a cara dele', a gente fez a música e já estava ouvindo a voz dele ali. Chamamos o cara, ele topou, ficou legal pra caramba, todo mundo gostou da música, foi massa! | ” |

Seu refrão é "Atordoado ele se foi / Dizendo que não aguentou / Cobranças de um mundo o qual não entendeu jamais / Atordoado ele se foi / Parece que não mais voltou / Desistiu de tentar mais uma vez aqui". Graça Portela escreveu à Fundação Oswaldo Cruz (Fiocruz) que "De forma poética, a música [...] conta a história de um jovem que não suportou a vida e sucumbiu ao sofrimento. O tema foi abordado com delicadeza e retrata um problema que preocupa os especialistas – o alto índice de suicídio entre os jovens".

## Créditos
Com base no encarte do CD de Chegou a Hora de Recomeçar.
| CPM 22 - Badauí: vocal - Wally: guitarra e vocal de apoio - Luciano Garcia: guitarra - Portoga: baixo - Japinha: bateria e vocal de apoio |  | Participação especial - Rodrigo Lima: vocal |